# Rod Stewart
Rod Stewart, właśc. sir Roderick David Stewart (ur. 10 stycznia 1945 w Londynie) – brytyjski piosenkarz i autor tekstów. Przedstawiciel stylów i gatunków muzycznych takich jak: hard rock, soft rock, folk rock i country rock, AOR, blues rock, biały soul i pop tradycyjny.
Ciepły, aczkolwiek szorstki i charakterystycznie zachrypnięty głos, zdolności interpretacyjne, kompozytorskie i wyjątkowa osobowość sceniczna uczyniła go jednym z najpopularniejszych piosenkarzy drugiej połowy XX wieku. Szacuje się, że sprzedał łącznie ponad 250 milionów singli i płyt. Do największych przebojów Stewarta należą piosenki: „Maggie May”, „You're in My Heart”, „Young Turks”, „(I Know) I’m Losing You”, „Have I Told You Lately [That I Love You]”, „Downtown Train”, „Angel”, „Sailing”, „Da Ya Think I’m Sexy”, „Tonight’s the Night”, „Some Guys Have All the Luck”, „Hot Legs”, „Baby Jane”, „Rhythm of My Heart”, „Tonight I’m Yours (Don’t Hurt Me)”, „I Was Only Joking”, „In A Broken Dream”, „Forever Young”, „The First Cut is the Deepest”.
W 1994 został wprowadzony do Rock and Roll Hall of Fame. W 2007 został odznaczony komandorią Orderu Imperium Brytyjskiego. 
W czerwcu 2016, w uznaniu za artystyczne osiągnięcia oraz działalność charytatywną, został uhonorowany tytułem szlacheckim. Uroczysta ceremonia nadania mu tytułu i pasowania na rycerza przez księcia Williama odbyła się 11 października 2016 w Pałacu Buckingham w Londynie, artysta otrzymał na niej pamiątkowy medal potwierdzający tytuł szlachecki. Tytuł szlachecki piosenkarz otrzymał z okazji 90. urodzin królowej Elżbiety II. Wyróżniono go za nieprzerwaną od 50 lat działalność artystyczną i charytatywną.

## Życiorys

### Młodość
Z urodzenia Anglik, jednak uważa się za Szkota. Jest najmłodszym z pięciorga dzieci Roberta i Elsie Stewartów. Jego ojciec był hydraulikiem. Zarówno Rod, jak i jego rodzina byli wielkimi fanami Al Jolsona. W ich domu często rozbrzmiewała jego muzyka, a mały Rod kolekcjonował wszystkie jego nagrania i czytał o nim książki. W wieku 11 lat wraz ze szkolnymi kolegami dołączył do grupy The Kool Kats.

### Kariera
Stewart zaczął swoją muzyczną karierę we wczesnych latach 60., w zespole folkowego piosenkarza Wizza Jonesa, towarzysząc mu w jego europejskiej trasie koncertowej. Ta muzyczna przygoda zakończyła się dla Stewarta przedwcześnie, gdy w Hiszpanii został aresztowany za włóczęgostwo i deportowany do Anglii. W 1963 dołączył do rhytm and bluesowej grupy Jimmy Powell & the Five Dimension, w której śpiewał i grał na harmonijce. Przez następne lata przechodził z grupy do grupy, nigdzie nie zagrzewając miejsca. 
Przełom nastąpił w 1965, gdy dołączył do zespołu Steampacket. Grupa została zatrudniona jako zespół otwierający koncerty The Rolling Stones i The Walker Brothers w 1965. W 1966 grupa nagrała album, który został wydany dopiero w 1970, gdy Stewart był już gwiazdą. Gdy grupa się rozpadła w 1967, piosenkarz zaczął nagrywać modny wówczas repertuar bluesowy. Niedługo potem dołączył do The Jeff Beck Group. Mimo że grupa istniała tylko trzy lata i nagrała zaledwie dwa albumy, to zdobyła olbrzymią popularność. Po rozstaniu z Beckiem Stewart wraz z Ronem Woodem przyłączył się do brytyjskiej grupy The Faces.
Jeszcze śpiewając w grupie Stewart rozpoczął swoją karierę solową. Pierwszy album, sygnowany własnym nazwiskiem, nie wzbudził większego zainteresowania. Drugi, poza wielkim przebojem „Maggie May”, także pozostał niezauważony. Dopiero trzeci album Every Picture Tells a Story stał się wielkim hitem po obu stronach Atlantyku. Typowymi dla repertuaru artysty w tym okresie były zarówno szybkie, rockandrollowe piosenki, jak i refleksyjne, rockowe ballady.

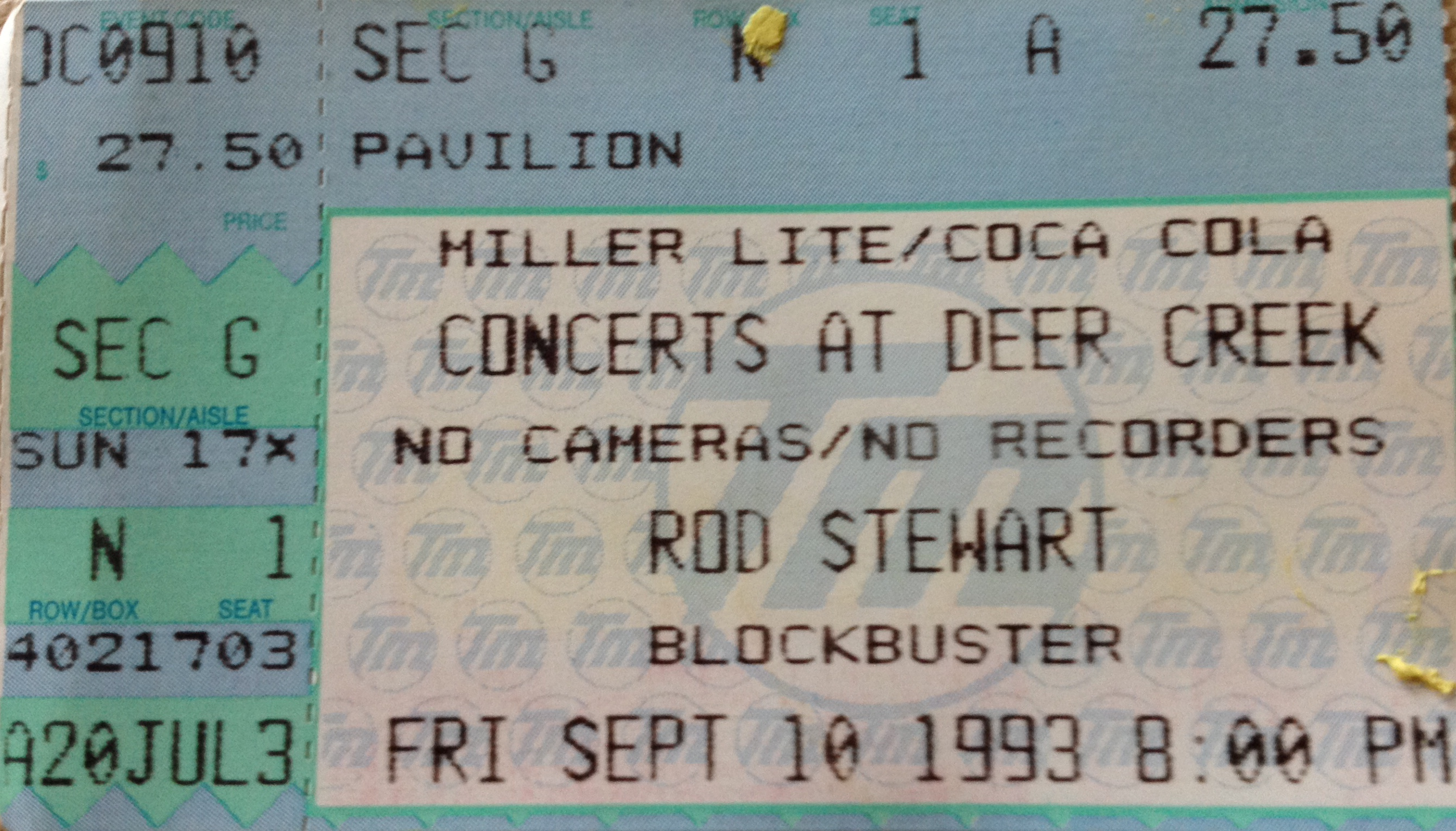
Rod Stewart bilet na koncert, 1993

Od tego czasu piosenki Stewarta pojawiały się na szczytach list przebojów, bijąc rekordy popularności. Z czasem zaczął odchodzić od rockowych korzeni, zmierzając w kierunku soft rocka i muzyki pop. W drugiej połowie lat 70. zaczął adaptować do swej muzyki elementy modnej wówczas muzyki disco, a w latach późniejszych nowej fali. Po chwilowej nieobecności na estradach i studiach nagrań Stewart powrócił do tworzenia muzyki w połowie lat 90., kreując swój nowy wizerunek jako dojrzałego, refleksyjnego popowego piosenkarza. Pierwszy nagrany w XXI wieku album artysty pt. Human pokazał, że Stewart nie zamierza rezygnować z kariery ani nie zakończył artystycznych poszukiwań. Na nowym albumie zaśpiewał szereg tradycyjnych, popowych piosenek, w których wyraźnie słychać wpływy wokalistyki jazzowej. Piosenkarz znakomicie się sprawdził także i w tym repertuarze.
W latach 2002–2005 wydał cztery płyty łączące się tematycznie w serię The Great American Songbook. Są one zbiorem piosenek pochodzących z lat 30. i 40. XX wieku. Piosenki te są autorstwa takich sław jak: Irving Berlin, Cole Porter, George Gershwin czy Ira Gershwin. Płyty w Ameryce i w Europie odniosły wielki sukces komercyjny.

### Rodzina
Ma ośmioro dzieci z kolejnymi trzema żonami. Jego obecną żoną jest modelka i fotografka Penny Lancaster.

## Dyskografia

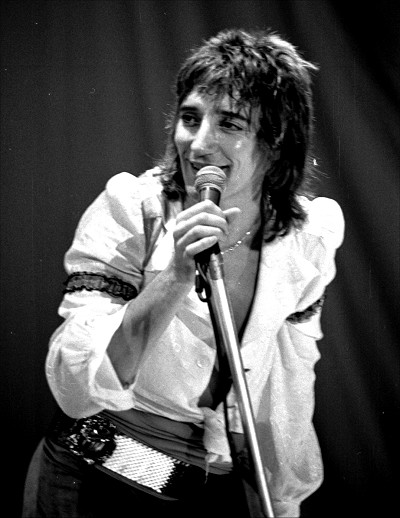
Rod Stewart w 1976

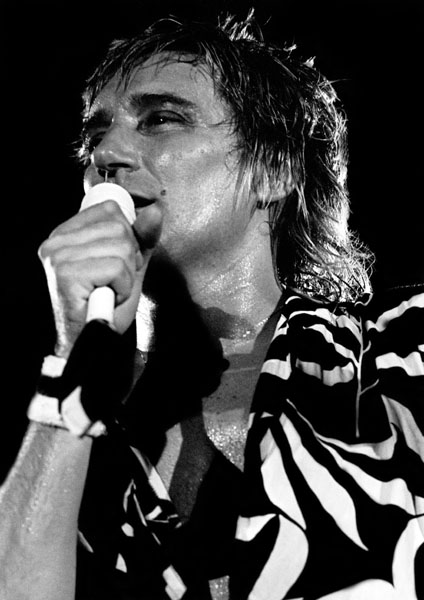
Rod Stewart (1981)

### Rockowe początki 1969–1977
W roku 1969 wydany został pierwszy album Roda Stewarta. W USA nosił on nazwę The Rod Stewart Album, natomiast w Europie – An Old Raincoat Won't Ever Let You Down. Oba wydawnictwa różnią się jedynie projektem okładki, bowiem oba albumy miały po osiem takich samych utworów. Prawie w tym samym czasie opublikowana została płyta The Faces – First Step. Po albumie Gasoline Alley (Rod zmienił obywatelstwo na amerykańskie, czego najprawdopodobniejszym skutkiem była nazwa kolejnego, siódmego studyjnego albumu Roda – Atlantic Crossing z hitem „Sailing” na czele. 1976 to multiplatynowy, który również posiadał dwie okładki), w 1971 roku, został wydany Every Picture Tells a Story. Był to album przełomowy. Plasował się on na 1 miejscu zestawienia najlepiej sprzedających się LP w Wielkiej Brytanii i USA, co stało się niespodzianką na skalę światową. Również singiel z tej płyty „Maggie May”, długo okupował szczyty list przebojów. Potem Never A Dull Moment z „You Wear It Well” oraz Overture and Beginners. W 1971 roku nagrał gościnnie jako wokalista z australijskim zespołem Python Lee Jackson piosenkę „In a Broken Dream”. W międzyczasie Rod odszedł od The Faces. Smiler osiągnął sukces podobny do tego z Every Picture Tells a Story. W międzyczasie A Night on the Town i potrójnie platynowy Foot Loose & Fancy Free z „Hot Legs” na czele.

### Disco 1978–1989
Blondes Have More Fun to kolejny zwrot – Rod adaptował do swojej muzyki elementy disco, co na tej płycie, świetnie jest słyszalne, np. w „Da Ya Think I'm Sexy” – czołowym hicie z tego wydawnictwa. Rod coraz bardziej zwracał się ku disco i new wave. Po Foolish Behaviour, znów platyna za Tonight I'm Yours (1981) z przebojem „Young Turks”. Cztery kolejne longplaye sprzedawały się bardzo słabo. Jednak w roku 1988 płyta Out of Order przyniosła zmiany na lepsze. To z tego albumu pochodzi utwór „Downtown Train”, za który wokalista otrzymał nominację do nagrody Grammy.

### Lata 1990–2000
Lata 90. to raczej dobry okres dla Roda Stewarta. Nagrywał on w tym czasie Vagabond Heart (1991) z „The Motown Song” i z „Rhytm of My Heart” na czele, Unplugged... and Seated [live], który w zasadzie jest zapisem koncertu unplugged dla MTV; Spanner in the Works; If We Fall in Love Tonight oraz When We Were the New Boys. W XXI wiek artysta wszedł z albumem Human.

### The Great American Songbook, 2001–2005
The Great American Songbook obejmuje cztery płyty. It Had to Be You... to pierwsza z nich, na której znajdują się klasyczne amerykańskie standardy z lat 30. Rok późnej (2003) została wydana kontynuacja As Time Goes By..., która zawiera duety wokalisty m.in. z Cher („Bewitched, Bothered and Bewildered”) i Queen Latifah („As the Time Goes By...”). 18 października 2004 ukazała się trzecia płyta z serii The Great American Songbook – Stardust.... Zawarte zostały na niej standardy jazzowe i swingujące amerykańskiej muzyki rozrywkowej lat 20. Po sukcesie dotychczasowej trylogii została wydana Thanks for the Memory..., czwarta płyta z serii The Great American.... Jak się później okazało, znalazło się na niej wielu doborowych gości, takich jak: Elton John, Chaka Khan czy Diana Ross.

### Od 2006 roku
W roku 2006 wydany został album Still the Same...: Great Rock Classics of Our Time z 14 wielkimi rockowymi klasykami. Są to m.in. „Have You Ever Seen The Rain” Creedence Clearwater Revival, czy „Fooled Around and Fell in Love” Elvina Bishopa.